# Phalacrus championi
Phalacrus championi – gatunek chrząszcza z rodziny pleszakowatych.

## Taksonomia
Gatunek ten opisany został po raz pierwszy w 1892 przez Francisque’a Guillebeau na łamach „Revue d'Entomologie”. Epitet gatunkowy nadano na cześć George’a Charlesa Championa.

## Morfologia
Chrząszcz o odwrotnie jajowatym, wysklepionym ciele długości od 2 do 2,5 mm. Ubarwiony jest głównie czarno. Czułki mają buławkę z ostatnim członem pociągłym, dwukrotnie dłuższym niż dwa poprzednie razem wzięte. Przedplecze jest trapezowate, delikatnie i stosunkowo gęsto punktowane, pozbawione żeberka na tylnej krawędzi. Powierzchnia dużej, trójkątnej w zarysie tarczki jest połyskująca. Na powierzchni pokryw występuje bardzo delikatna mikrorzeźba. Rząd przyszwowy jest pojedynczy. Zapiersie ma półkoliste linie biodrowe. Odnóża przedniej pary mają na zewnętrznej krawędzi goleni cztery lub pięć przylegających do siebie kolców.

## Ekologia i występowanie
Jest mykofagiem żerującym na zarodnikach grzybów porażających turzyce. Osobniki dorosłe aktywne są od marca do listopada, okres zimowy spędzają w ściółce leśnej i gniazdach.
Gatunek palearktyczny, znany z Wielkiej Brytanii, Belgii, Holandii, Niemiec, Szwajcarii, Austrii, Szwecji, Polski, Węgier, Ukrainy, Bułgarii oraz europejskiej części Rosji. W całym zasięgu spotykany jest bardzo rzadko.